# OTI 1975
Il quarto Festival della canzone iberoamericana si tenne a San Juan, in Porto Rico il 15 novembre 1975 e fu vinto da Gualberto Castro che rappresentava il Messico.

## Classifica
| Paese                                                    | Artista              | Canzone                                | Posizione |
| Messico                                                  | Gualberto Castro     | La Felicidad                           | 1         |
| Spagna                                                   | Cecilia              | Amor de medianoche                     | 2         |
| Venezuela                                                | Mirla Castellanos    | Soy como el viento, soy como el mar    | 3         |
| Colombia                                                 | Leonor González Mina | Campesino de ciudad                    | 3         |
| Cile                                                     | Osvaldo Díaz         | Las puertas del mundo                  | 5         |
| Stati Uniti                                              | José Antonio         | Para ganar tu corazón                  | 5         |
| Porto Rico                                               | Los Hispanos         | Dónde vas, amigo                       | 5         |
| Brasile                                                  | Raphael              | Deseo                                  | 8         |
| Nicaragua                                                | Mauricio Peña        | Quiero agradecer al mundo              | 8         |
| Perù                                                     | Gladys Mercado       | Qué lindo es el amor                   | 10        |
| Argentina                                                | Marti Cosens         | Dos habitantes                         | 10        |
| Antille Olandesi                                         | George Willems       | Una flor en el balcón                  | 10        |
| Uruguay                                                  | Ricardo Montaña      | Quiero nacer                           | 10        |
| Guatemala                                                | Mario Vives          | Vivirás pensando en alguien más        | 14        |
| Rep. Dominicana                                          | Luchi Vicioso        | La vida está intranquila               | 14        |
| Panama                                                   | Pablo Azael          | Tú y yo                                | 14        |
| Bolivia                                                  | Óscar Roca           | Por esas cosas te amo                  | 17        |
| Honduras                                                 | Eduardo Fuentes      | Trataré de olvidarte                   | 17        |
| Ecuador                                                  | Miriam Constante     | Quiero componer el mundo con mis manos | 17        |
| Luogo: Estudios Canal 2 Telemundo - San Juan, Porto Rico |                      |                                        |           |